# 厚唇腔吻鱈
厚唇腔吻鱈，為輻鰭魚綱鱈形目鼠尾鱈科的其中一種，分布於東大西洋海域，屬深海底棲性魚類，深度460-2220公尺，本魚吻長而尖，頭部下面裸露無鱗片，發光器短，嘴巴與鰓腔黑色，體長可達50公分，棲息在底層水域，以小魚與底棲甲殼類為食，生活習性不明。